# 黃季瑞
黃季瑞（1509年—？），字宗和，號春野，福建福州府閩縣人，民籍，明朝政治人物。

## 生平
嘉靖二十五年（1546年）丙午科福建鄉試第二十二名舉人。嘉靖二十六年（1547年）聯捷丁未科會試第一百七十九名，登第三甲第六十五名進士。工部觀政，授廣東南海县知县，二十九年十二月选授山西道試監察御史，三十二年巡按山西，三十七年巡按湖广，三十八年十月升大理寺右寺丞，进左寺丞，四十年十二月升右少卿。

## 家族
曾祖黃孜；祖父黃珙；父黃源大，知縣。嫡母金氏；生母趙氏。永感下。兄孟台、仲阳（教授）。